# Patricia J. Williams
Patricia Joyce Williams est une juriste, avocate, essayiste et autrice américaine, une des pionnières de la théorie critique de la race (critical race theory), chercheuse sur les questions de racisme et racisation, de classe sociale, du genre et sexe et de droit.
Elle fait partie d'un école de pensée juridique qui met l'accent sur la race comme déterminant fondamental du système juridique américain.

## Biographie
Patricia Williams est avocate et professeur de droit commercial, arrière-arrière-petite-fille d'une esclave et d'un avocat blanc du sud des USA. Elle a grandi à Little Rock, Arkansas.
Elle a été diplômée de la faculté de droit de Harvard en 1975. Elle a travaillé comme défenseuse des consommateurs au bureau du procureur de la ville de Los Angeles, a été boursière à l'école de critique et de théorie du Dartmouth College et a été professeure associée à la faculté de droit de l'université du Wisconsin et à son département d'études féministes. Elle était auparavant titulaire de la chaire de droit James L. Dohr à l'Université Columbia, où elle enseigne depuis 1991.
Un atelier collectif en 1989, organisé par Kimberlé Williams Crenshaw et Neil Gotanda, auquel participa P. J. Williams est considéré comme fondateur du mouvement de la CRT (Critical Race Theory). D'autres personnalités étaient présentes : Anita Allen, Taunya Banks, Derrick Bell (en), Kevin Brown, Paulette Caldwell, John Calmore, Harlon Dalton, Richard Delgado (en), Linda Greene, Trina Grillo, Isabelle Gunning, Angela Harris, Mari Matsuda (en), Teresa Miller, Philip T. Nash, Elizabeth Patterson, Benita Ramsey, Robert Suggs, Kendall Thomas,. L'un des thèmes principaux de cet atelier était l'aveuglement (colorblindness) face aux inégalités réelles subies par des minorités défavorisées et racisées,.
C'est avec la publication de son livre The Alchemy of Race and Rights: A Diary of a Law Professor (en) (1991) qu'elle devient un figure publique notoire, confirmant ainsi son ancrage dans la philosophie politique féministe américaine contemporaine avec des conceptions similaires à Iris Marion Young,.
Elle a siégé au conseil d'administration du Center for Constitutional Rights, de la Society of American Law Teachers, de la National Association for Public Interest Law et de la Bell Foundation. Elle a également siégé au conseil d'administration du National Organization for Women's Legal Defense and Education Fund et a été membre de l'American Philosophical Society.
Patricia J. Williams écrit dans l’hebdomadaire The Nation depuis janvier 1999 une série d’articles regroupés dans "Diary of Mad Law Professor".
Ses articles dans différents médias, et publications couvrent de vastes questions de justice sociale, y compris la rhétorique de la guerre contre le terrorisme, la race, l'ethnicité, le genre, tous les aspects de la législation sur les droits civils, la bioéthique et l'eugénisme , les utilisations médico-légales de l'ADN et la génétique,, et les questions comparatives de classe et de culture aux États-Unis, en France et en Grande-Bretagne,.
Elle dit d'elle-même qu'elle mène deux carrières en parallèle, l'une de professeure de droit et l'autre d'écrivaine et journaliste.
En 2018, fait don à la Bibliothèque Schlesinger d'une quantité importante de photographies et autres documents d'archives de sa famille accumulées sur une centaine d'années,.

## Prix et distinctions
- 1990 : prix de pionnière des droits civils et humains décerné par la National Conference of Black Lawyers
- 1992 : le prix Bruce K. Gould Book[22]
- 1992 : prix du livre de la National Association of Black Political Scientists[23]
- 1997 : Première femme noire à donner la conférence Reith à la British Broadcasting Corporation
- 2000 : MacArthur "genius grant" de la Bourse MacArthur
- 30 mars 2022 : Diplôme honorifique de la faculté de droit de l'Université d'Anvers[24] « en reconnaissance de son expertise dans le domaine de la race, du genre, de la littérature et du droit et de sa contribution exceptionnelle aux débats juridiques et éthiques sur la société, la science et la technologie à la lumière de l'autonomie et de l'identité individuelles ».

### Autres contributions
- Malcolm X: In Our Own Image, de Joe Woods avec Patricia J Williams, St. Martin's Press (New York, NY), (1992)  (ISBN 9780312066093)
- Race-ing Justice, En-gendering Power: Essays on Anita Hill, Clarence Thomas, and the Construction of Social Reality, edité par Toni Morrison, Pantheon (New York, NY), 1992  (ISBN 9780679741459)[25]
- Reading Rodney King/Reading Urban Uprising, édité par Robert Gooding-Williams (1993) (1st ed.). Routledge, chapitre 4 "The Rules of the Game" par Patricia J. Williams, chapitre 1 "Endangered/Endangering: Schematic Racism and White Paranoia" par Judith Butler.  (ISBN 9780203699997)
- Feminism and Community, edité par Penny A. Weiss and Marilyn Friedman, Temple University Press (Philadelphia, PA), (1995) ; The Death of the Profane: (a commentary on the genre of legal writing) (pp. 51-58) par Patricia J. WIlliams ; Sisterhood: Political Solidarity between Women (pp. 293-316) par Bell hooks.
- Constructing Masculinity, edité par Maurice Berger, Brian Wallis, et Simon Watson, Routledge (New York, NY), 1995 ; Melancholy gender/refused identification de Judith Butler ; Mediations on masculinity par Patricia J. Williams ; Doing it for daddy par Bell Hooks ; The decline of patriarchy par Barbara Ehrenreich  (ISBN 9780203699072)
- Beacon Book of Essays by Contemporary American Women, edité par Wendy Martin, Beacon Press (Boston, MA), 1996 ; On being the object of property par Patricia J. Williams ; A knowing so deep  par Toni Morison ; A very warm mountain par Ursula K. Le Guin ; Writing from the darkness par Bell Hooks ; On having a baby  par Margaret Mead.  (ISBN 9780807063460)